# Бланзи ле Фим
Бланзи ле Фим (фр. Blanzy-lès-Fismes) насеље је и општина у североисточној Француској у региону Пикардија, у департману Ен (Пикардија) која припада префектури Соасон.
По подацима из 2011. године у општини је живело 93 становника, а густина насељености је износила 17,65 становника/km². Општина се простире на површини од 5,27 km². Налази се на средњој надморској висини од 152 метара (максималној 182 m, а минималној 80 m).

## Демографија
| 1962. | 1968. | 1975. | 1982. | 1990. | 1999. | 2011. |
| ----- | ----- | ----- | ----- | ----- | ----- | ----- |
| 110   | 121   | 103   | 95    | 79    | 94    | 93    |

График промене броја становника у току последњих година